# زلاتا أونيفيتش
زلاتا ليونيديفنا أونيفيتش ((بالأوكرانية: Злата Леонідівна Огнєвіч)‏ المولودة في 12 يناير 1986) هي مغنية، مذيعة وعضوة سابقة المجلس الأعلى الأوكراني (البرلمان الأوكراني). مثلت أوكرانيا خلال مسابقة الأغنية الأوروبية 2013 التي أقيمت في العاصمة السويدية مالمو بأغنيتها «جاذبية». كما مثلت بلدها في حفلي 2010 و 2011.

## حياتها المبكرة
ولدت زلاتا في 12 يناير 1986 في مورمانسك الروسية لوالدين أوكرانيان، ترعرعت في القرم المتنازع عليها جنوب أوكرانيا. في سن 18 انتقلت إلى العاصمة كييف وعاشت هناك بقية فترات حياتها حيث درست هناك تعليما موسيقيا متقدما وتخرجت من «معهد كييف للموسيقى». وخلال سنتها الثالثة في المعهد، بدأت العمل مع فرق موسيقية حيث أعمالها الترويجية الخاصة. كما انتقلت زلاتا للعيش بين عدة مدن وبلدان أخرى.

## حياتها السياسية
في 26 أكتوبر 2014 خلال الانتخابات البرلمانية الأوكرانية شاركت زلاتا كمترشحة غير منحازة للحزب الراديكالي، وحصلت على المركز الرابع داخل حزبها وقد قالت بخصوص ذلك: «أنا أفهم مخيلة الشعب بأن البرلماني متهور، مستهتر وغبي؛ لكنني أريد في البرلمان شبابا أذكياءا وجميلين.» وخلال الانتخابات فاز حزبها ب22 مقعدا في البرلمان بينهم مقعد لزلاتا، وفي البرلمان ركز على قضايا الثقافة وقضايا حقوق التأليف والنشر. وقد ظهر بنسبة 57% خلال مجموع جلسات البرلمان خلال فترتها.

## حياتها الخاصة
بعد 5 أشهر من تاريخ ضم الاتحاد الروسي للقرم في مارس 2014، وصفت زلاتا الأمر بأنه «مأساة مؤلمة جدا»، وقد استمر والداها العيش في القرم ولم يرغبا في استلام الجنسية الروسية. وخلال اضطرابات 2014 الموالية لروسيا في أوكرانيا قامت رفقة المغنية الأوكرانية أناستازيا بريخودكو بجمع التبرعات لدعم القوات البرية الأوكرانية.

## ديسكوغرافيا
| العنوان                                      | السنة | المراكز  | المراكز | الألبوم          |
| العنوان                                      | السنة | أوكرانيا | [ 18 ]  | الألبوم          |
| -------------------------------------------- | ----- | -------- | ------- | ---------------- |
| "جزيرة صغيرة" "Tiny Island"                  | 2010  | —        | —       | أغاني بدون ألبوم |
| "شغف" "Pristrast'"                           | 2010  | —        | —       | أغاني بدون ألبوم |
| "كوكوشكا" "The Kukushka"                     | 2011  | 1        | —       | أغاني بدون ألبوم |
| "جاذبية" "Gravity"                           | 2013  | 1        | 50      | أغاني بدون ألبوم |
| "غابات الجبال" "Za Lisami Gorami"            | 2013  | —        | —       | أغاني بدون ألبوم |
| "ثلج ونار" "Ice and Fire"                    | 2014  | —        | —       | أغاني بدون ألبوم |
| "في الصيف، في الربيع" "Za litom, za vesnoyu" | 2016  | —        | —       | أغاني بدون ألبوم |
| "رقص" "Tantsiuvati"                          | 2017  | 3        | —       | أغاني بدون ألبوم |
| "بالنسبة لي" "Do Mene"                       | 2018  | —        | —       | أغاني بدون ألبوم |